# Svalöv
Svalöv este un oraș în Suedia.

## Demografie
| \| Evoluția demografică a zonei urbane Svalöv, 1970–2015 \| Evoluția demografică a zonei urbane Svalöv, 1970–2015 \| Evoluția demografică a zonei urbane Svalöv, 1970–2015 \| Evoluția demografică a zonei urbane Svalöv, 1970–2015 \| Evoluția demografică a zonei urbane Svalöv, 1970–2015 \| \| --------------------------------------------------------------------------------------- \| ----------------------------------------------------- \| ----------------------------------------------------- \| ----------------------------------------------------- \| ----------------------------------------------------- \| \| An \| \| \| Locuitori \| \| \| 1970 \| 1970 \| \| 2.767 \| 2.767 \| \| 1975 \| 1975 \| \| 3.307 \| 3.307 \| \| 1980 \| 1980 \| \| 3.371 \| 3.371 \| \| 1990 \| 1990 \| \| 3.138 \| 3.138 \| \| 1995 \| 1995 \| \| 3.211 \| 3.211 \| \| 2000 \| 2000 \| \| 3.071 \| 3.071 \| \| 2005 \| 2005 \| \| 3.344 \| 3.344 \| \| 2010 \| 2010 \| \| 3.633 \| 3.633 \| \| 2015 \| 2015 \| \| 3.852 \| 3.852 \| \| Sursa: SCB - Statistika Centralbyrån, Folkmängden per tätort. Vart femte år 1960 - 2016 \| \| \| \| \| |      |  |           |       |
| Evoluția demografică a zonei urbane Svalöv, 1970–2015 |      |  |           |       |
| An |      |  | Locuitori |       |
| 1970 | 1970 |  | 2.767     | 2.767 |
| 1975 | 1975 |  | 3.307     | 3.307 |
| 1980 | 1980 |  | 3.371     | 3.371 |
| 1990 | 1990 |  | 3.138     | 3.138 |
| 1995 | 1995 |  | 3.211     | 3.211 |
| 2000 | 2000 |  | 3.071     | 3.071 |
| 2005 | 2005 |  | 3.344     | 3.344 |
| 2010 | 2010 |  | 3.633     | 3.633 |
| 2015 | 2015 |  | 3.852     | 3.852 |
| Sursa: SCB - Statistika Centralbyrån, Folkmängden per tätort. Vart femte år 1960 - 2016 |      |  |           |       |